# (69288) Berlioz
(69288) Berlioz est un astéroïde de la ceinture principale.

## Description
(69288) Berlioz est un astéroïde de la ceinture principale. Il fut découvert par Freimut Börngen le 11 octobre 1990 à Tautenburg. Il présente une orbite caractérisée par un demi-grand axe de 2,61 UA, une excentricité de 0,243 et une inclinaison de 2,43° par rapport à l'écliptique.
Il fut nommé en hommage au compositeur et critique musical français Hector Berlioz (1803-1869).

## Compléments